# Raabe & Wöhlecke
Die Altonaer Architektengemeinschaft von Ludwig Raabe und Otto Wöhlecke war ein für Hamburg wichtiges Architekturbüro, das vor dem Ersten Weltkrieg viele repräsentative Bauwerke sowie zahlreiche Bahnhöfe für die Ringstrecke der Hoch- und Untergrundbahn entwarf. 
Ludwig Raabe (* 13. August 1862 in Holstein, in der Nähe von Kiel; † 4. April 1931) studierte an der Technischen Hochschule Hannover Architektur. Er war ein Schüler von Conrad Wilhelm Hase sowie Mitglied der Bauhütte zum Weißen Blatt und ist damit der Hannoverschen Schule zuzurechnen. Nach dem Studium arbeitete er bei dem renommierten Altonaer Architekten Albert Winkler.
Otto Wöhlecke (* 7. April 1872 in Magdeburg; † 28. März 1920 in Bad Lauterberg im Harz) studierte ebenfalls an der Technischen Hochschule Hannover Architektur und wurde hier 1892 Mitglied des Corps Slesvico-Holsatia. Auch er war wie Albert Winkler und Ludwig Raabe ein Schüler von Conrad Wilhelm Hase und damit ein Vertreter der Hannoverschen Schule.
Nach dem Tod von Albert Winkler im Jahr 1901 übernahmen Ludwig Raabe und Otto Wöhlecke dessen Büro, das Raabe nach dem Tod von Wöhlecke im Jahr 1920 zunächst alleine weiterführte, bis er 1927 Kurt Stoltenberg als Partner aufnahm. 1930 übernahm Stoltenberg das Büro Raabe & Wöhlecke und führte es unter seinem eigenen Namen weiter. 
Der von Raabe & Wöhlecke verwendete Baustil wird auch als Hamburger Reformarchitektur bezeichnet. Es war ein Versuch, Historismus und Jugendstil zu überwinden und ein modernes und repräsentatives Erscheinungsbild zu schaffen. Die so errichteten Gebäude waren in der Regel mit Naturstein verkleidet und verfügten über keramische Wandgestaltungen und schmiedeeiserne Treppengeländer.

## Bauten und Entwürfe

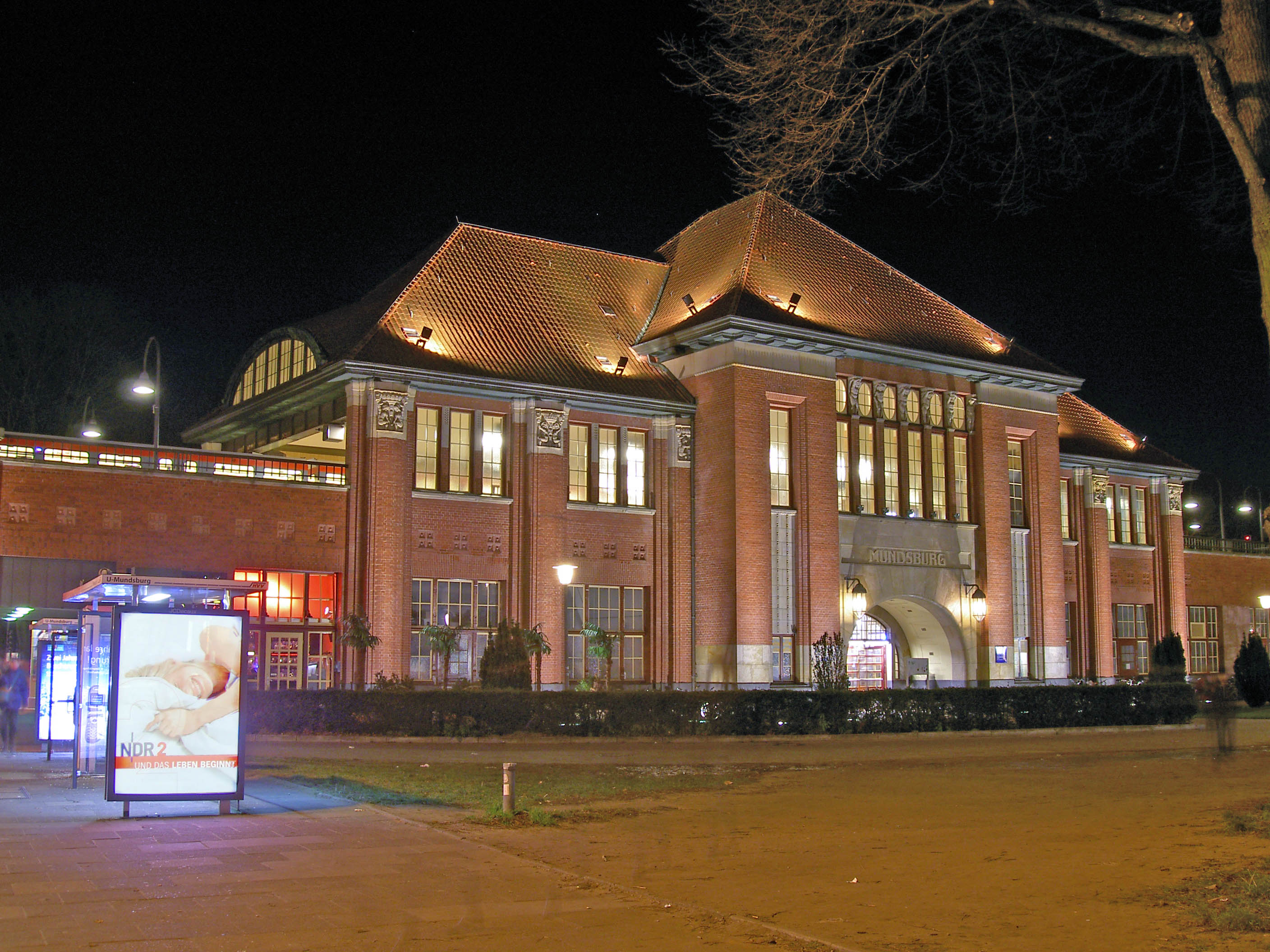
U-Bahnhof Mundsburg

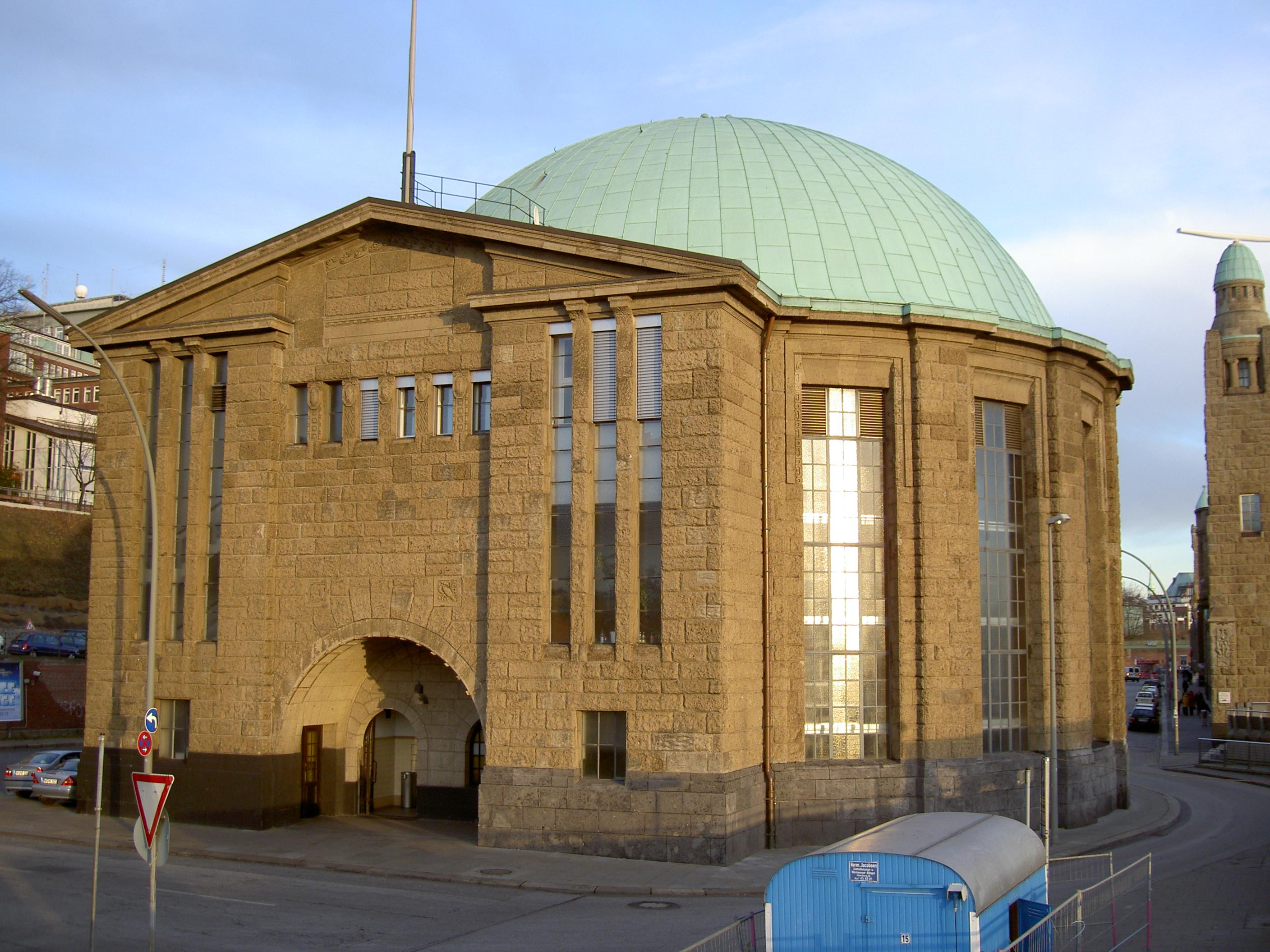
Nördliches Eingangsgebäude des Alten Elbtunnels

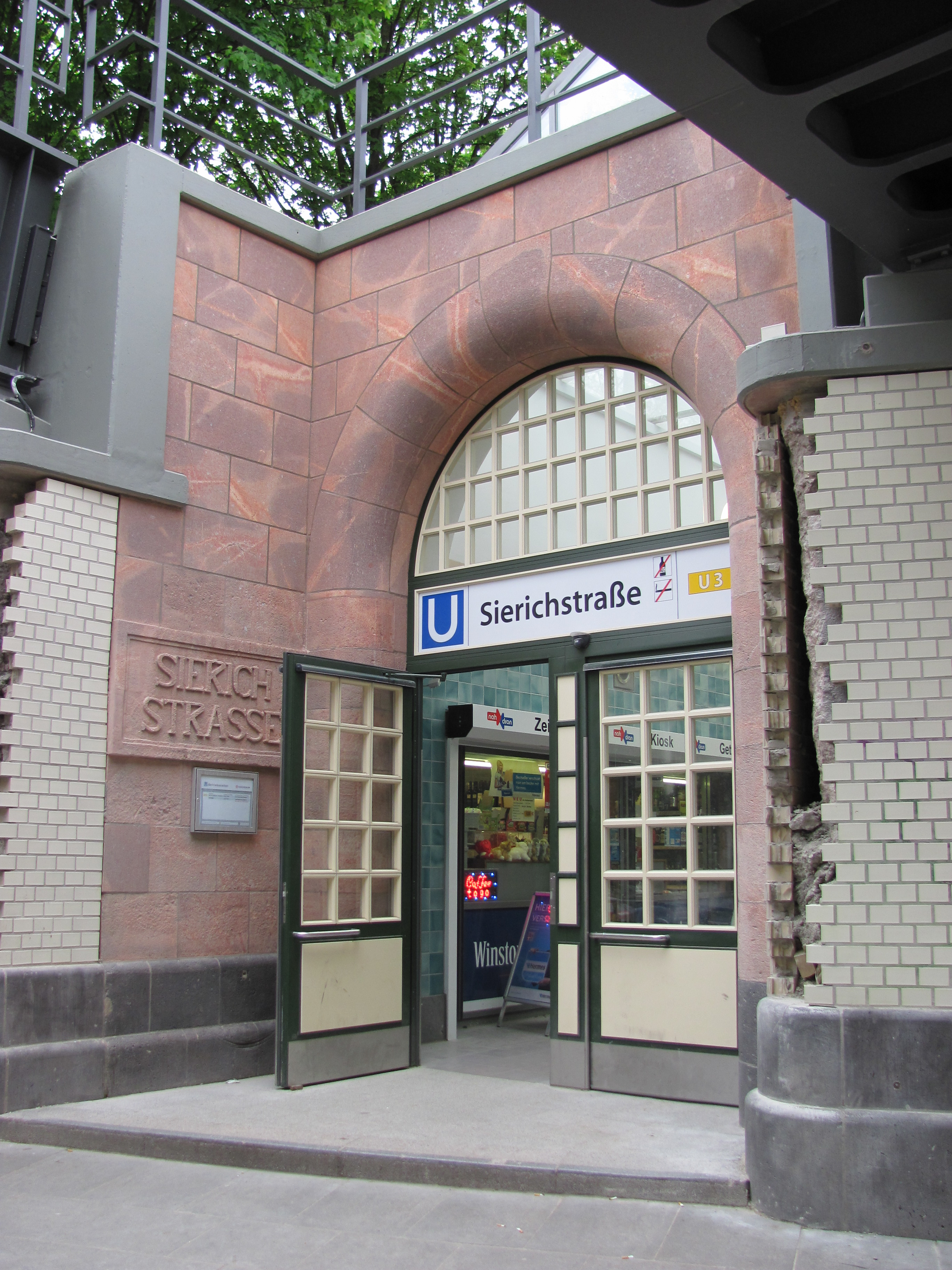
Eingang des U-Bahnhofs Sierichstraße

### Ludwig Raabe und Otto Wöhlecke
- 1903: villenähnliches Wohnhaus für Graf von der Goltz in Hamburg-Groß Flottbek, Papenkamp 3
- 1903/1904: Siloanbau am Stadtlagerhaus an der Großen Elbstraße[4]
- 1904: Wohnhaus Zum Schwanen in Hamburg-Altona-Nord, Kieler Straße 57
- 1904/1905: Landrat-Scheiff-Krankenhaus in Dockenhuden (heute: Iserbrook)
- 1907/1908: Wohnhaus Sonneck für den Industriellen G. Kettler in Altona, Papenkamp 14
- 1908: Wohnhaus am Blankeneser Bahnhofsplatz 13 (heute: Erik-Blumenfeld-Platz 13)
- 1907/1908: St. Pauli-Landungsbrücken in Hamburg
- 1907–1911: Eingangsgebäude zum Alten Elbtunnel in Hamburg
- 1910: Pastorat Am Markt 10 in Mölln
- U-Bahn- bzw. Hochbahn-Stationen in Hamburg:
  - 1907–1910: Lübeckerstraße (später orthografisch richtig: Lübecker Straße; nicht erhalten)
  - 1907–1911: Rödingsmarkt
  - 1908–1910: Dehnhaide (Portal erhalten)
  - 1908–1910: Barkhof (heute: Mönckebergstraße)
  - 1908–1911: Rathausmarkt (heute: Rathaus)
  - 1910/1911: Feldstraße (nicht erhalten)
  - 1910–1912: Mundsburg
  - 1911: Uhlandstraße
  - 1911: Kellinghusenstraße
  - 1912: Sierichstraße
- 1912: evangelisch-lutherische Groß Flottbeker Kirche und Pastorat (1911) in Hamburg-Groß Flottbek
- 1912/1913: Lankenaustift in Hamburg-Ottensen, Bleickenallee 34

### Kurt Stoltenberg
- 1929: Seemannsheim in Altona[5]
- 1930–1931: Osterkirche in Altona